# Бернал Диас дел Кастильо
Бернал Диас дел Кастильо (на испански: Bernal Díaz del Castillo) е испански конкистадор и писател, придружавал Ернан Кортес в похода му срещу ацтеките и описал начинанието в хрониката си „Истинската история за завоюването на Нова Испания“ (на испански: Historia verdadera de la conquista de la Nueva España).

## Произход и образование (1496 – 1514)
Роден е около 1496 г. (точната дата е неизвестна) в град Медина дел Кампо, Кралство Кастилия и Леон, Испания, в небогато, но знатно семейство. По неговите думи, баща му Франсиско Диас дел Кастильо е бил рехидор (общински съветник). Макар че родният му град е прочут с университета си, който според була на папа Александър IV е едно от четирите най-важни учебни заведения в света, Бернал не получава добро образование, най-вероятно поради финансови причини.

## Експедиционна дейност (1514 – 1526)

### Отплаване към Нова Испания (1514 – 1519)
През 1514 г., още ненавършил двадесет години, Бернал Диас се включва в експедицията на Педро Ариас де Авила към „Новите земи“ и отплава с кораб към Панама с надеждата да натрупа благосъстояние. Престоят му там не се увенчава с успех и след известно време той се прехвърля да търси късмета си в Куба. На острова Бернал се присъединява към експедициите на Франсиско Ернандес де Кордова и Хуан Диас де Грихалва, които през 1517 и 1518 г. откриват и изследват полуостров Юкатан. След завръщането си от тези два тежки похода на кубинска земя, вече закален от преживените изпитания, през 1519 той се записва в нова експедиция, този път водена от Ернан Кортес с главен лейтенант Педро де Алварадо.

### Завладяване на Мексико (1519 – 1522)
Експедицията на Кортес има за цел нелеката задача да покори Мексико и по-конкретно земите на ацтеките. Походът продължава три години, през които Диас и другарите му преживяват множество трудни моменти. По време на тази кампания, той си води записки за всички битки и събития, в които участва. Тези бележки по-късно събира в книга, която озаглавява “Истинската история за завоюването на Нова Испания“, превърнала се в една от най-забележителните исторически документи на XVI век. В нея са описани над 119 сражения, като кулминацията е разгрома на ацтеките през 1521 г.
Като награда за вярната си служба, през 1522 г. Диас е награден с т.нар. енкомиенда – правото да „…защитава, притежава, и разполага c всички местни жители, намиращи се в земите му“.

### Участие в похода на Кортес в Хондурас (1524 – 1526)
Три години по-късно, през 1524 г., Бернал Диас придружава Ернан Кортес в наказателните му действия против обявилия се за независим в земите на днешен Хондурас Кристобал де Олид. В похода се включват 250 ветерани и няколко хиляди мексиканци. Повече от половин година отрядът пътува в джунглата. Припасите свършват, всички се хранят с корени и лов. Правят просеки, строят салове и мостове. Индианците и испанците, привикнали към сухия климат на Мексиканското плато, страдат от тропически порои и влажния климат. Десетки испанци и стотици индианци умират преминавайки през страната Петен (сега част от Северна Гватемала). В началото на май 1525 силно оределият отряд достига до брега на Хондураския залив, преминавайки за половин година около 500 км по права линия, в действителност много повече. Още няколко седмици са необходими на испанците, за да се доберат до град Трухильо, основан от Франсиско Лас Касас на брега на залива.

## Правдивата история за експедицията на Кортеси смърт (1527 – 1584)
След продължителен престой в град Мексико, през 1539 г. Диас пътува до Испания, за да търси правата си, като участник в завладяването на Нова Испания.
През 1541 г. се мести и установява в Гватемала, където по-късно през 1551 г., е назначен за управител на днешния град Антигуа Гватемала. Някъде по това време решава да събере гореспоменатите бележки в книга, за да изобличи, както казва самия Диас, лъжите написани от Франсиско Лопес де Гомара. Правдивата история за експедицията на Кортес е завършена през 1568 г., но е издадена и публикувана в разширен и отчасти коригиран вариант едва след смъртта на Диас, чак през 1632 г.
Бернал Диас дел Кастильо умира през 1584 г., в дома си в Гватемала и е погребан в местната катедрала, която сега е разрушена, без да дочака публикуването на своя труд.